# ليون جوناثان
ليون جوناثان (بالفرنسية: Léon Jonathan)‏ هو كاتب مسرحي فرنسي، ولد في 1850، وتوفي في 1950.